# بیابان باداین جاران
بیابان باداین جاران (به لاتین: Badain Jaran Desert) بیابانی است در جمهوری خلق چین که در مغولستان داخلی واقع شده‌است.
باداین جاران بخشی از استان‌های گانسو، نینگ‌شیا و مغولستان داخلی را پوشانده‌است. مساحت بیابان باداین جاران ۴۹ هزار کیلومتر مربع است که از این نظر سومین بیابان بزرگ در چین به‌شمار می‌آید. در این بیابان برخی از مرتفع‌ترین تپه‌های ماسه‌ای ثابت بر روی کره زمین دیده می‌شوند. ارتفاع برخی از آنها به بیش از ۵۰۰ متر می‌رسد. البته میانگین ارتفاع بیشتر آنها در حدود ۲۰۰ متر است.
در این بیابان بیش از ۱۰۰ دریاچه کوچک در میان تپه‌های ماسه‌ای وجود دارند که از چشمه‌های متعددی آب می‌گیرند. آب برخی از این دریاچه‌ها شیرین است در حالی که آب برخی دیگر بسیار شور می‌باشد. به خاطر وجود این دریاچه‌ها در زبان مغولی به این بیابان، «صحرای دریاچه‌های رازآمیز» می‌گویند.
یک رودخانه نیز از میان این بیابان می‌گذرد که روئو شوئی (آب سُست) نام دارد و در داخله این بیابان یک دشت آبرفتی تشکیل داده‌است.